# Печорско море
Печорско море се налази на северозападу Русије, у југоисточном делу Баренцовог мора. Западна граница овог мора је острво Колгијев, источна граница је острво Вајгач са полуострвом Југорски, а на северу се простире до острва Нова Земља. Печарско море је релативно плитко,  просечна дубина износи свега 6 метара, а најдубља тачка је на 210 м. Главна притока је река Печора.

## Историја Печорског мора
Суседно Баренцово море, некада се звало Мурманско море, у периоду када је Печорско већ увелико имало своје садашње име.
Печорско море је служило као почетна тачка истраживања досадашњих непознатих ледених мора кoja ce пружају на истоку. Прво забележено путовање преко Печорског мора и кроз Југорски мореуз је обавила посада руског истраживачког брода Улеб из Нижњег Новгорода. Улебовово упловљавање у Карско море је забележено 1032. године.
Руски „Помори”, приобални становници обала Белог мора, су истраживали ово море и обале Нове Земље од 11. века. Прва арктичка бродска линија, од Белог мора до реке Об и Јенисејског залива почела је да ради у другој половини 16. века. Ова линија је отворила пут до сибирских богатстава и радила је до 1619. године, када је била затворена из војних и политичких разлога, због страха од продора Европљана у Сибир.

## Екологија
Рибарство Баренцовог мора, посебно бакалара, је од велике важности за Норвешку и Русију. Постоји разноврсност бентичке фауне на дну Печорског мора. Такође, тамо постоје јасна генетска популација поларних медведа повезаних са Баренцовим морем. Такозване Карскаја групе белуга китова мигрирају у Печорско море за симљење. Разне врсте као, на пример, моржеви су у великој опасности од могућег загађења.